# هنر گرجی
هنر گرجی به مجموعه آثار هنری گفته می‌شود که در کشور گرجستان یا توسط هنرمندان گرجی خلق شود.
در گرجستان باستان هنرهای معماری، نقاشی و صورتگری در اوج شکوفایی بود. این آثار، امروزه ارزش تاریخی دارد. در نظام فئودالی ترکیب هنرهای مجسمه‌سازی و پیکر تراشی و نقاشی تابع معماری بود و جزء لاینفک آثار معماری را تشکیل می‌داد. حکاکی و کنده کاری روی فلز و سفال از کهن‌ترین هنرهای گرجستان به‌شمار می‌آید. قرون گذشته تاریخ دقیق پیدایش این هنرها را در خود محو کرده‌اند، اما بر طبق مدارک و اسناد باستان شناسی قدمت هنر کنده کاری و سفال سازی حتی به چهارهزار و پانصد سال (۴۵۰۰) پیش می‌رسد. مجسمه‌سازی، کنده کاری روی فلزات با هنرهای میناکاری روی طلا، پیوند محکم و ناگسستنی دارد. میناهای جداردار گرجی با نقوش مخصوص به خود، با رنگ‌های درخشان و خیره‌کننده و با شفافیت لعاب و سنگ‌های مصنوعی و شیشه‌های رنگین خویش، مقام اول را در جهان داراست.
کمال هنری نقوش زرین قاب‌های شمایل و طلاکاری‌های جلد کتاب‌ها و صلیب‌های بزرگ و انواع ظروف و وسائل تزئینی، بر نهایت مهارت و استادی سازندگان آن گواهی می‌دهند. در قرن دهم الی دوازدهم میلادی، هنر کنده کاری و حکاکی به حد اعتلای شگفتی رسید. در دورهٔ حکومت ملکه تامار، برادران دپیزاری هنر خلاقانه خویش را به منصهٔ ظهور رساندند. هجوم و تاخت و تازهای مداوم بیگانگان مانع رشد هنر کنده کاری و حکاکی گردید، به‌طوری‌که در قرن نوزدهم این هنر از بین رفت.
اکنون این هنر باستانی در گرجستان تولدی دیگر یافته و به زندگی جدید خود ادامه می‌دهد. هنر حکاکی گرجستان قریب سی سال است که موجودیت خود را باز یافته و احیا شده‌است؛ ولی در این مدت کوتاه توانسته به صورت یک رشته کامل در هنر معاصر گرجستان جلوه نماید. این رشته هنر بسیاری از نقاشان جوان را به سوی خود جلب کرده‌است. در کنار بنیادگذاران حکاکی نوین گرجی، گروه بزرگی از نقاشان جوان ظاهر شده‌اند که در این رشته با موفقیت مشغول کارند.
هنر سرامیک گرجی نیز در سال‌های اخیر از پیشرفت وسیعی برخوردار بوده‌است. این هنر تزئینی تحولات قابل ملاحظه‌ای یافته‌است.
نقاشان رشتهٔ سرامیک امروز به‌طور جدی تری نسبت به میراث غنی سرامیک که مبدأ تاریخی آن به مدت‌ها پیش از میلاد حضرت عیسی (ع) می‌رسد ابراز علاقه می‌کنند.
در هنر سرامیک گرجستان نوعی سرامیک سیاه و دود زده احیا گردیده که مورد توجه فراوان هنرمندان این رشته است. بزودی آن‌ها با استفاده از لعاب و مینا که به شکل فیروزه، مرجان، و یاقوت می‌درخشند نقش و نگارهای زیبایی به وجود می‌آورند. آنچه در آثار سرامیک گرجستان مشهود است، سادگی، زیبایی، شکوه و ایجاز آن است. این ویژگی‌ها به خصوص از ظروف تزئینی بزرگ مشاهده می‌شود. هنرمندان برجستهٔ گرجی آثار زیبای بسیاری آفریدند که آن‌ها را می‌توان در موزه‌های هنرهای گرجستان و در گالری‌های تابلوهای نقاشی در شهرهای مختلف کشورهای خارجی مشاهده کرد.
اساتید گرجی هنرهای تجسمی، ذوق سرشاری برای فعالیت هنری دارند، آنان آثاری راستین و الهام بخش دربارهٔ موضوعات عصر ما خلق می‌کنند. برگزاری نمایشگاه‌های بهاره و پائیزه از تابلوهای نقاشی سراسر گرجستان در گالری تابلوهای نقاشی به صورت یک آئین سنتی درآمده‌است. شرکت نقاشان گرجی در نمایشگاه‌های تابلوهای نقاشی در داخل و خارج کشور مانند بلژیک، ایتالیا، بریتانیای کبیر، ایالات متحده آمریکا و... همواره با موفقیت‌های بزرگی همراه بوده‌است.